# Kodni, Chikodi

## Giới thiệu
Kodni là một làng thuộc tehsil Chikodi, huyện Belgaum, bang Karnataka, Ấn Độ.
Theo thông tin Điều tra dân số năm 2011, mã địa điểm hoặc mã làng của làng Kodni là 597135. Làng Kodni nằm cách trụ sở tiểu khu Chikodi (văn phòng tehsildar) 25 km và cách trụ sở huyện Belgaum 82 km.

## Nhân khẩu
Theo số liệu thống kê năm 2009, Kodani là gram panchayat của làng Kodni. Tổng diện tích địa lý của thôn là 854,63 ha. Năm 2011, Kodni có tổng dân số 4.688 người, trong đó dân số nam là 2.392 và dân số nữ là 2.296 người. Tỷ lệ biết chữ của làng kodni là 64,93% trong đó 74,12% nam và 55,36% nữ biết chữ. Có khoảng 984 ngôi nhà ở làng Kodni.
Mã pin của địa phương Kodni là 591237.
Đến năm 2023, ước tính số dân tại đây khoảng 5.251 - 5.719 người.